# Diocesi di Troade
La diocesi di Troade (in latino Dioecesis Troadensis) è una sede soppressa del patriarcato di Costantinopoli e sede titolare della Chiesa cattolica.

## Storia
Troade, identificabile con Eskistanbol nell'odierna Turchia, è un'antica sede episcopale della provincia romana dell'Ellesponto nella diocesi civile di Asia. Faceva parte del patriarcato di Costantinopoli ed era suffraganea dell'arcidiocesi di Cizico.
Troade fu sede di un'antica comunità cristiana, le cui origini risalgono agli albori del cristianesimo. Essa fu luogo di soggiorno dell'apostolo Paolo, come si evince dalla seconda lettera a Timoteo (4,13), dove si menziona il discepolo Carpo, che la tradizione riconosce come primo vescovo della comunità di Troade (Atti degli Apostoli 16,11). L'esistenza di una comunità cristiana a Troade in epoca apostolica è testimoniata ancora dagli Atti degli Apostoli (16,11 e 20,7-12), dove si racconta del miracolo operato da Paolo con la risurrezione di Eutico e della riunione "il primo giorno della settimana" per "spezzare il pane". Qualche anno dopo, sant'Ignazio di Antiochia si fermò a Troade prima di partire per Roma.
La diocesi è documentata nelle Notitiae Episcopatuum del patriarcato di Costantinopoli fino al XII secolo.
Diversi sono i vescovi noti di questa diocesi nel primo millennio cristiano. Marino prese parte al primo concilio ecumenico celebrato a Nicea nel 325; secondo la Storia ecclesiastica dello Pseudo-Gelasio di Cizico, Marino è incaricato da Teonas di Cizico di comunicare le decisioni conciliari alle Chiese di Asia, dell'Ellesponto, della Lidia e della Caria. Niconio fece parte del gruppo di vescovi di tendenza  ariana che abbandonarono il concilio di Sardica e a Filippopoli tennero nel 343 un loro concilio alternativo.
Nel 434 il vescovo Proclo fu trasferito da Cizico al patriarcato di Costantinopoli; questo trasferimento suscitò le critiche di coloro che lo ritenevano contrario alle norme canoniche. Lo storico Socrate Scolastico, nella sua Historia ecclesiastica, difese la legittimità di quest'atto riportando una serie di precedenti, tra cui quello di Silvano trasferito da Filippopoli di Tracia a Troade. Contestualmente Socrate Scolastico racconta la vita di questo santo vescovo. Retore e filosofo della scuola del sofista Troilo, abbandonò ben presto questo genere di vita dedicandosi all'ascetismo, per condurre una vita più perfettamente cristiana. Venne notato da Attico di Costantinopoli (406-425), che lo nominò vescovo di Filippopoli in Tracia. Ma a causa delle rigorose condizioni climatiche, Silvano chiese e ottenne da Attico di lasciare la sua sede e di trasferirsi a vivere nella capitale, dove continuò a condurre una vita di duro ascetismo. Venendo a mancare il vescovo di Troade, Attico decise di trasferirvi Silvano, all'incirca verso il 409. Il vescovo Silvano è menzionato anche nel racconto del martirio del centurione Cornelio, secondo la versione di Simeone Metafraste; il testo riferisce che Cornelio sarebbe apparso in sogno a Silvano mentre questi era in visita a Scepsi, località a poco più di 40 km. a est di Troade. Un santo vescovo Silvano di Troade è infine menzionato da Palladio in occasione del secondo esilio di Giovanni Crisostomo nel 404. Problemi di cronologia rendono difficile l'identificazione di questo Silvano con l'omonimo vescovo di cui parlano Socrate Scolastico e Simeone Metafraste, benché sia arduo da ammettere l'esistenza di due santi vescovi con lo stesso nome, nella stessa località e in un periodo così ravvicinato.
Lo stesso racconto di Simeone Metafraste riferisce che, alla morte di Silvano, Atanasio divenne vescovo di Troade, mentre Filostorgio assunse la cattedra di Scepsi. Secondo Destephen, questa informazione lascia intendere che, dopo Silvano, Scepsi fu staccata dalla diocesi di Troade e divenne vescovato autonomo.
Pionio intervenne al sinodo del 22 novembre 448 convocato a Costantinopoli dal patriarca Flaviano per condannare Eutiche; prese parte al concilio di Calcedonia nel 451; ed infine sottoscrisse nel 458 la lettera dei vescovi dell'Ellesponto all'imperatore Leone dopo la morte di Proterio di Alessandria.
A Çamoba, 10 km. a nord-est di Troade, è stata trovata una pietra, databile al V/VI secolo, con l'iscrizione dedicatoria di una chiesa ad opera del vescovo Foca. Questi viene ipoteticamente attribuito alla sede di Troade; infatti anche Ilio, sede di diocesi, 14 km. a nord-est di Çamoba, potrebbe essere la sede del vescovo Foca.
Nell'VIII e nel IX secolo sono noti altri tre vescovi di Troade. Leone assistette al secondo concilio di Nicea nel 787. Pietro, fratello del patriarca Ignazio I, e Michele presero parte rispettivamente ai concili di Costantinopoli dell'869-870 e dell'879-880 che trattarono la questione del patriarca Fozio di Costantinopoli.
Troade è annoverata tra le sedi vescovili titolari della Chiesa cattolica. Istituita nel XV secolo con il nome di Trojanensis, a partire dal XVII secolo si impone il duplice titolo Troianensis seu Troadensis. Verso la fine dell'Ottocento la Santa Sede istituì la sede titolare di Troia con la nomina di Carlo Pollner, separando così le due sedi Troianensis e Troadensis. Tuttavia, la sede di Troia fu soppressa dopo la morte del suo unico titolare. Il titolo Troadensis non è più assegnato dal 23 gennaio 1971.

## Cronotassi

### Vescovi greci
- Carpo †
- Marino † (menzionato nel 325)
- Niconio † (menzionato nel 343)
- Silvano I ? † (menzionato nel 404)
- Silvano II † (circa 409-425)
- Atanasio † (circa 409-425)
- Pionio † (prima del 448 - dopo il 458)
- Foca ? † (V/VI secolo)
- Leone † (menzionato nel 787)
- Pietro † (menzionato nell'869)
- Michele † (menzionato nell'879)

### Vescovi titolari
- Ponzio, O.P. † (inizio XV secolo)
- Giovanni de Colliargis, O.P. † (24 settembre 1438 - ?)
- Guido Goffredo † (14 agosto 1478 - ?)
- Balthasar Brennwald, O.P. † (16 maggio 1491 - 5 febbraio 1517 deceduto)
- Etienne de Pressuris † (17 luglio 1517 - ?)
- Giorgio Pandolfini, O.S.A. † (20 dicembre 1518 - ?)
- Stefano Magnani, O.F.M. † (23 marzo 1519 - ?)
- Bartolomeo Portaligni, O.Carm. † (15 maggio 1523 - ?)
- Rodrigo Vázquez † (18 febbraio 1551 - ? deceduto)
- Melchor Soria Vera † (17 giugno 1602 - ?)
- Jean de Tulles † (17 agosto 1605 - 1608 succeduto vescovo di Orange)
- Jean Jacques de Fleyres † (5 dicembre 1622 - 25 giugno 1633 succeduto vescovo di Saint-Pons-de-Thomières)
- Francisco Villagutiérrez Chumacero, O.S.A. † (19 febbraio 1646 - 1649 deceduto)
- Lodovico de Morales, O.S.A. † (5 settembre 1661 - ? deceduto)
- Gines (Ginesio) Barrientos, O.P. † (29 aprile 1680 - 13 novembre 1698 deceduto)
- Philibert Le Blanc, M.E.P. † (3 dicembre 1718 - 2 settembre 1720 deceduto)
- Antoni Wacław Betański † (2 aprile 1781 - 16 gennaio 1783 succeduto vescovo di Przemyśl)
- Mikołaj Bykowski † (24 luglio 1786 - ?)
- Caspar Delenda † (20 marzo 1815 - 19 luglio 1815 succeduto vescovo di Santorino)
- Giovanni Tommaso Neuschel † (28 gennaio 1828 - 15 dicembre 1828 nominato vescovo di Guastalla)
- William Placid Morris, O.S.B. † (9 agosto 1831 - 18 febbraio 1872 deceduto)
- Florent Daguin, C.M. † (2 marzo 1847 - 9 maggio 1859 deceduto)
- José María de Jesús Diez de Sollano y Dávalos † (7 aprile 1862 - 19 marzo 1863 nominato vescovo di León)
- Giovanni Marangò † (14 novembre 1865 - 29 giugno 1866 succeduto vescovo di Tino e Micono)
- Francisco María Del Granado † (22 giugno 1868 - 25 agosto 1871 succeduto vescovo di Cochabamba)
- Odoardo Agnelli † (3 aprile 1876 - 24 settembre 1878 deceduto)
- Placido Petacci † (12 maggio 1879 - 13 dicembre 1880 nominato vescovo di Tivoli)
- Luigi Marcello Pellegrini † (13 maggio 1881 - 16 ottobre 1894 deceduto)
  - Carlo Pollner † (24 marzo 1884 - 9 marzo 1887 deceduto)
- Jules-Maurice Abbet † (1º ottobre 1895 - 26 febbraio 1901 succeduto vescovo di Sion)
- Raffaele Virili † (25 giugno 1901 - 14 gennaio 1915 nominato arcivescovo titolare di Tolemaide di Libia)
- Pacifico Monza, O.F.M. † (20 agosto 1915 - 18 dicembre 1917 deceduto)
- Antonio Bassani † (1º ottobre 1918 - 18 ottobre 1925 deceduto)
- Damaso Pio De Bono † (17 dicembre 1925 - 14 novembre 1927 deceduto)
- Ambrogio Luddi, O.P. † (1927 - 24 marzo 1930 deceduto)
- Bernard Franciszek Dembek † (25 luglio 1930 - 3 giugno 1937 deceduto)
- Armand Clabaut, O.M.I. † (1º luglio 1937 - 17 gennaio 1966 deceduto)
- Joseph-Alphonse Baud, M.S.F.S. † (4 ottobre 1966 - 23 gennaio 1971 dimesso)